# Asienspiele 1994/Synchronschwimmen
Bei den Asienspielen 1994 in Hiroshima, Japan, wurden vom 8. bis 9. Oktober 1994 insgesamt zwei Wettbewerbe im Synchronschwimmen ausgetragen, einer im Solo und einer im Duett.
In beiden gewannen die japanischen Starterinnen vor den Synchronschwimmerinnen aus China und Südkorea.

## Ergebnisse

### Solo
| Platz | Land     | Athletin       |
| ----- | -------- | -------------- |
| 1     | Japan    | Fumiko Okuno   |
| 2     | China    | Wu Chunlan     |
| 3     | Südkorea | Choi Jeong-yun |

### Duett
| Platz | Land     | Athletinnen                 |
| ----- | -------- | --------------------------- |
| 1     | Japan    | Fumiko Okuno Miya Tachibana |
| 2     | China    | Fu Yuling Li Min            |
| 3     | Südkorea | Choi Jeong-yun Choi Yoo-jin |

## Medaillenspiegel
| Platz | Land     | Gold | Silber | Bronze | Gesamt |
| ----- | -------- | ---- | ------ | ------ | ------ |
| 01    | Japan    | 2    | —      | —      | 2      |
| 02    | China    | —    | 2      | —      | 2      |
| 03    | Südkorea | —    | —      | 2      | 2      |